# 宋庆礼 (1983年)
宋庆礼（1983年4月—），湖北鹤峰人，土家族，中国共产党党员。中华人民共和国政治人物、第十三届全国人民代表大会湖北省代表。

## 生平
2018年，宋庆礼被选为湖北省出席第十三届全国人民代表大会代表。